# Dutch Open 1933
Die Dutch Open 1933 im Badminton fanden am 25. und 26. März 1933 im Casino-Zaal in Noordwijk statt.

## Sieger und Platzierte
| Disziplin    | Gold                               | Silber                             | Bronze                               |
| ------------ | ---------------------------------- | ---------------------------------- | ------------------------------------ |
| Herreneinzel | F. L. Treasure                     | Sven Strømann                      | K. Sandvad                           |
| Herreneinzel | F. L. Treasure                     | Sven Strømann                      | J. M. de Haas                        |
| Dameneinzel  | Margaret Tragett                   | Marian Horsley                     | Gerda/Ruth Fredriksen                |
| Dameneinzel  | Margaret Tragett                   | Marian Horsley                     | Mence Dros-Canters                   |
| Herrendoppel | John D. M. McCallum F. L. Treasure | K. Sandvad Sven Strømann           | Edward H. den Hoed jr. J. M. de Haas |
| Herrendoppel | John D. M. McCallum F. L. Treasure | K. Sandvad Sven Strømann           | Dirk Stikker J. P. H. Woltman        |
| Damendoppel  | Marian Horsley Margaret Tragett    | Co Jansen Gerda/Ruth Fredriksen    | Harper Schaetzer                     |
| Damendoppel  | Marian Horsley Margaret Tragett    | Co Jansen Gerda/Ruth Fredriksen    | Mence Dros-Canters Annie W. Ernst    |
| Mixed        | F. L. Treasure Margaret Tragett    | John D. M. McCallum Marian Horsley | Sven Strømann Gerda/Ruth Fredriksen  |
| Mixed        | F. L. Treasure Margaret Tragett    | John D. M. McCallum Marian Horsley | J. P. H. Woltman Mence Dros-Canters  |

## Finalergebnisse
| Disziplin    | Sieger                             | Finalist                           | Ergebnis          |
| ------------ | ---------------------------------- | ---------------------------------- | ----------------- |
| Herreneinzel | F. L. Treasure                     | Sven Strømann                      | 15–8, 15–1        |
| Dameneinzel  | Margaret Tragett                   | Marian Horsley                     | 11–8, 11–7        |
| Herrendoppel | John D. M. McCallum F. L. Treasure | K. Sandvad Sven Strømann           | 12–15, 15–7, 15–7 |
| Damendoppel  | Marian Horsley Margaret Tragett    | Co Jansen Gerda/Ruth Fredriksen    | 15–1, 15–4        |
| Mixed        | F. L. Treasure Margaret Tragett    | John D. M. McCallum Marian Horsley | 18–17, 15–13      |